# Robbie Amell
Robert Patrick Amell IV (Toronto, 1988. április 21. – ) kanadai-amerikai színész és producer.
Ismert televíziós alakítása volt Stephen Jameson A kiválasztottak (2013–2014), Ronnie Raymond / Tűzvihar a Flash – A Villám (2014–2017, 2022) és Nathan Brown a Feltöltés (2020–2023) című sorozatokban. Fred Jonest játszotta a Scooby-Doo! Az első rejtély (2009) és a Scooby-Doo és a tavi szörny átka (2011) című filmekben.

## Élete és pályafutása
A nővérével együtt kezdett reklámokban szerepelni, hatévesen. Tizenhat éves korában elkezdett kisebb szerepeket játszani olyan középiskolai darabokban, mint a Louis and Dave, a Picasso at the Lapin Agile, illetve a The Importance of Being Earnest. 2006-ban érettségizett a torontói Lawrence Park Collegiate Institute növendékeként.
Első filmszerepe Daniel Murtaugh volt a Tucatjával olcsóbb 2. című 2006-os filmben, Hilary Duff oldalán. 2006-ban kezdett szerepelni a Derek, a fenegyerek epizódjaiban, egészen 2008-ig. 2007-ben egy horrorfilm, a Left for Dead szereplője volt, 2008-ban a Parti-randi című romantikus filmben alakított középiskolai szépfiút. 2008–2011 között a True Jackson, VP sorozat főszereplője lett. 2009-ben Fred Jones szerepét kapta meg a Scooby-Doo! Az első rejtély című filmben, melyet a Scooby-Doo és a tavi szörny átkában (2011) is megismételt.

## Filmográfia

### Film

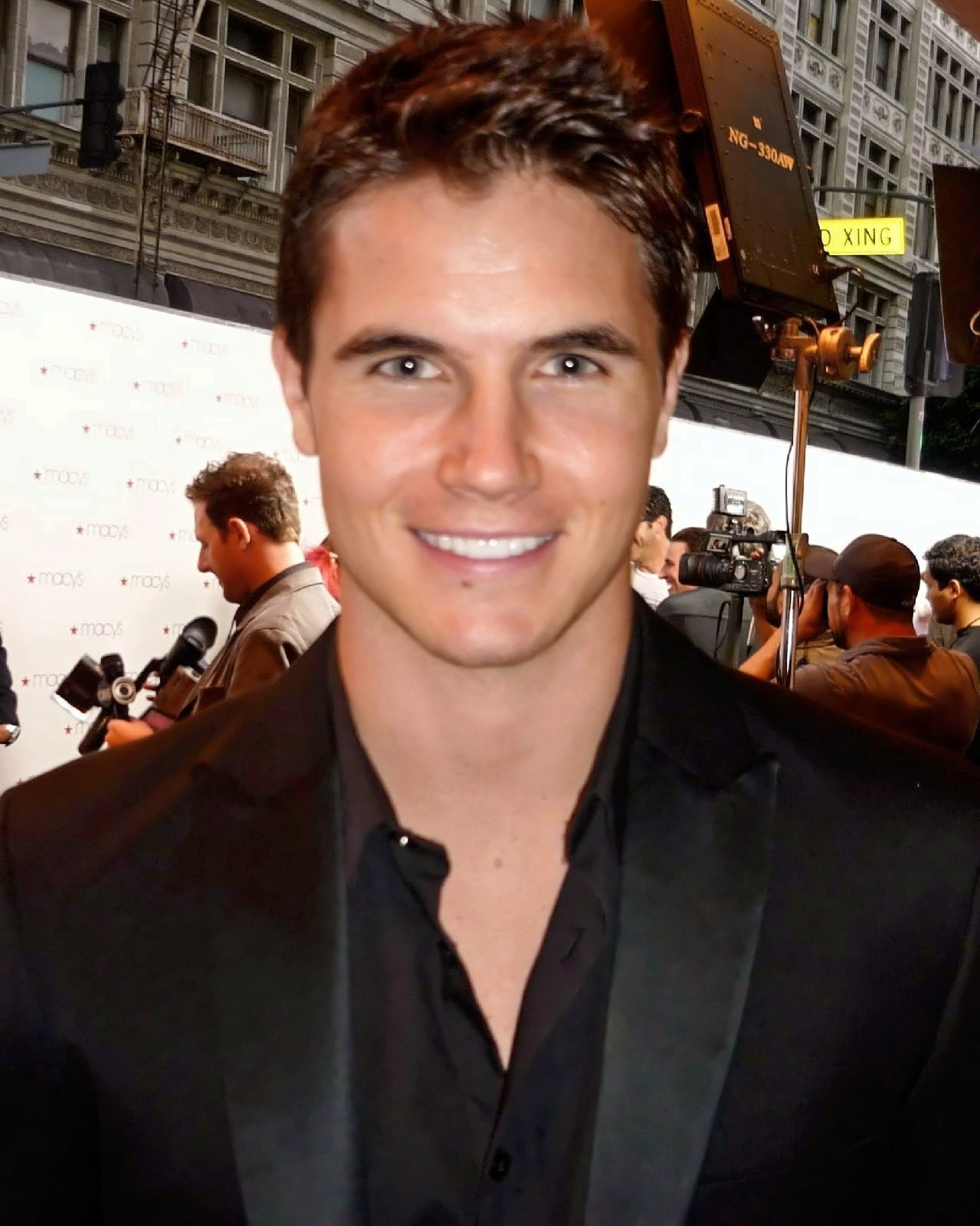
2010 szeptemberében

| Év   | Magyar cím                               | Eredeti cím                            | Szerep          | Magyar hang   |
| ---- | ---------------------------------------- | -------------------------------------- | --------------- | ------------- |
| 2005 | Tucatjával olcsóbb 2.                    | Cheaper by the Dozen 2                 | Daniel Murtaugh | Kossuth Gábor |
| 2007 |                                          | Left for Dead                          | Blair           |               |
| 2007 | Amerikai pite 6. – Béta-ház              | American Pie Presents Beta House       | Nick Anderson   |               |
| 2008 | Parti-randi                              | Picture This                           | Drew Patterson  | Tóth Barna    |
| 2009 |                                          | The Alyson Stoner Project              | VIP vendég      |               |
| 2011 |                                          | Hallelujah                             | Gideon          |               |
| 2012 |                                          | Like Father                            | Will Lyons      |               |
| 2012 |                                          | Hornet’s Nest                          | Andy Brazil     |               |
| 2012 | Villámcsapás                             | Struck by Lightning                    | Justin Walker   |               |
| 2013 | Kincsvadászok társasága                  | The Hunters                            | Paxton Flynn    | Czető Roland  |
| 2013 |                                          | Criminal                               | Dino            |               |
| 2015 |                                          | The DUFF                               | Wesley          |               |
| 2015 |                                          | Superhero Fight Club                   | Tűzvihar        |               |
| 2015 | Max                                      | Max                                    | Kyle Wincott    | Czető Roland  |
| 2015 |                                          | Anatomy of the Tide                    | Brad McManus    |               |
| 2016 | Kilenc élet                              | Nine Lives                             | David Brand     | Czető Roland  |
| 2016 |                                          | ARQ                                    | Renton          |               |
| 2017 | A bébiszitter                            | The Babysitter                         | Max             | Czető Roland  |
| 2017 |                                          | Robot Bullies                          | Robot 3         |               |
| 2018 |                                          | When We First Met                      | Ethan           |               |
| 2019 | A nyolcas kód                            | Code 8                                 | Connor Reed     | Czető Roland  |
| 2020 | Kétségbeesettek                          | Desperados                             | Jared           |               |
| 2020 |                                          | Eat Wheaties!                          | Brandon         |               |
| 2020 | A bébiszitter – A kárhozottak királynője | The Babysitter: Killer Queen           | Max             | Czető Roland  |
| 2021 | A kaptár – Raccoon City visszavár        | Resident Evil: Welcome to Raccoon City | Chris Redfield  | Czető Roland  |
| 2023 | Szimuláns                                | Simulant                               | Evan            | Czető Roland  |
| 2023 |                                          | Float                                  | Blake Hamilton  |               |
| 2023 |                                          | EXmas                                  | Graham          |               |
| 2024 | A nyolcas kód – 2. rész                  | Code 8: Part II                        | Connor Reed     | Czető Roland  |

### Televízió
| Év        | Magyar cím                       | Eredeti cím                           | Szerep                       | Megjegyzések                                                                              |
| --------- | -------------------------------- | ------------------------------------- | ---------------------------- | ----------------------------------------------------------------------------------------- |
| 2006      | Szökésben                        | Runaway                               | Stephen                      | 2 epizód                                                                                  |
| 2006–2007 | Derek, a fenegyerek              | Life with Derek                       | Max                          | - 17 epizód - magyar hangja:[forrás?] - Hamvas Dániel                                     |
| 2008      | Murdoch nyomozó rejtélyei        | Murdoch Mysteries                     | Wallace Driscoll             | 1 epizód                                                                                  |
| 2009      | Scooby-Doo! Az első rejtély      | Scooby-Doo! The Mystery Begins        | Fred Jones                   | - tévéfilm - magyar hangja: - Markovics Tamás                                             |
| 2010      | Scooby-Doo és a tavi szörny átka | Scooby-Doo! Curse of the Lake Monster | Fred Jones                   | - tévéfilm - magyar hangja: - Markovics Tamás                                             |
| 2011      | Így jártam anyátokkal            | How I Met Your Mother                 | Scooby                       | - 17 epizód - magyar hangja:[forrás?] - Előd Botond                                       |
| 2011      | Testvérek                        | Brothers & Sisters                    | fiatal William               | 1 epizód                                                                                  |
| 2011–2012 | A bosszú                         | Revenge                               | Adam Connor                  | - 4 epizód - magyar hangja:[forrás?] - Czető Roland                                       |
| 2012      | Hazug csajok társasága           | Pretty Little Liars                   | Eric Kahn                    | 1 epizód                                                                                  |
| 2012      | Hawaii Five-0                    | Hawaii Five-0                         | Billy Keats                  | 1 epizód                                                                                  |
| 2013      | Vérmes négyes                    | Hot in Cleveland                      | Lloyd                        | - 1 epizód - magyar hangja:[forrás?] - Baráth István                                      |
| 2013–2014 | A kiválasztottak                 | The Tomorrow People                   | Stephen Jameson              | - főszereplő - magyar hangja: - Márkus Sándor                                             |
| 2014–2022 | Flash – A Villám                 | The Flash                             | Ronnie Raymond / Tűzvihar    | - visszatérő szerep - magyar hangja:[forrás?] - Márkus Sándor                             |
| 2015      | Modern család                    | Modern Family                         | Chase                        | 1 epizód                                                                                  |
| 2015      |                                  | Chasing Life                          | srác                         | 1 epizód                                                                                  |
| 2016–2018 | X-akták                          | The X Files                           | Kyd Miller különleges ügynök | - 3 epizód - A merénylet - Az én harcom 2.–3. - magyar hangja:[forrás?] - Pálmai Szabolcs |
| 2018–2019 | A balszerencse áradása           | A Series of Unfortunate Events        | 3 epizód                     |                                                                                           |
| 2020–2023 | Feltöltés                        | Upload                                | Nathan Brown                 | főszereplő                                                                                |
| 2023      | Vaják                            | The Witcher                           | Gallatin                     | - 3 epizód - magyar hangja: - Czető Roland                                                |